# مشرقي (قماش)
المَشرِقيّ كان في البداية قماشاً حريرياً يستخدم في صناعة الفساتين في فرنسا في القرن الثامن عشر.
في القرن التاسع عشر، صار يصنع باستخدام الحرير الرمادي ‏ في السدى والحرير البني ‏ في اللحمة. تم تصنيع تقليد له من القطن.